# Dasychira grisefacta
Dasychira grisefacta är en fjärilsart som beskrevs av Dyar 1911. Dasychira grisefacta ingår i släktet Dasychira och familjen tofsspinnare. Inga underarter finns listade i Catalogue of Life.

## Bildgalleri

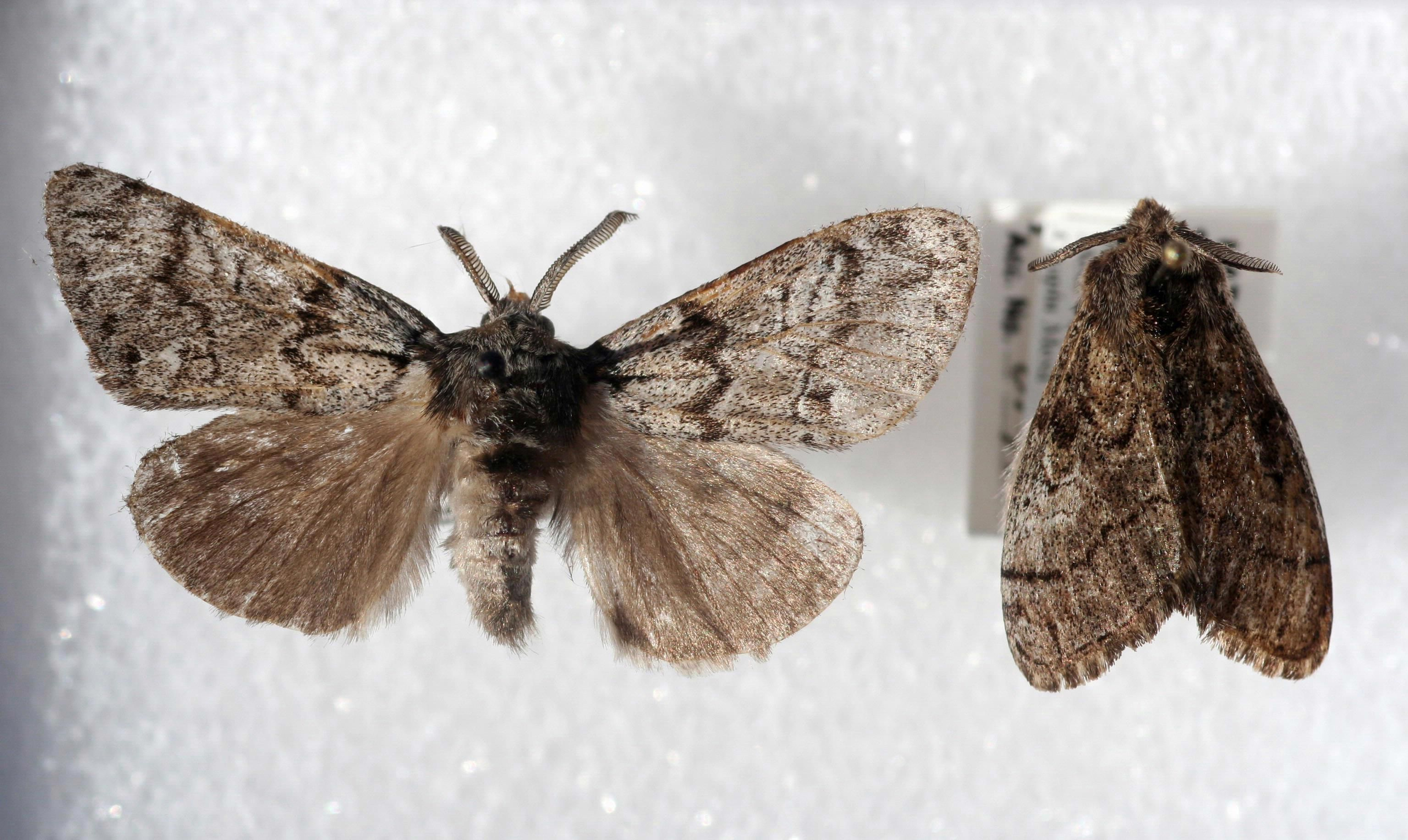